# Chris Lomme
Pour les articles homonymes, voir Lomme (homonymie).
Chris Lomme, née à Courtrai (Belgique) le 5 décembre 1938, est une actrice belge.

## Biographie
Chris Lomme naît de parents comédiens de théâtre amateur. Sa mère est aussi soprano colorature. À l'âge de 15 ans, Chris Lomme étudie la récitation et la musique au conservatoire à Courtrai. À 16 ans, elle débute sur scène aux côtés de son père dans Antigone de Sophocle.
En 1956, elle s'inscrit au conservatoire de Bruxelles, encore bilingue, où elle étudie le théâtre, tant en français qu'en néerlandais.
Son rôle de Marieke dans la sitcom Schipper naast Mathilde (1955-1963) de la télévision flamande lui vaut la renommée dès 1959 quand elle remplace Francine De Weerd dans ce rôle qui lui vaut d'être immortalisée dans la chanson Verliefd Op Chris Lomme du groupe rock De Kreuners.
« Het was Marieke, ze speelde mee
Ze speelde mee in een serie op TV
Het duurde jaren voor ik wist
Op wie ik toen verliefd was
Ik was verliefd op Chris Lomme »
« Elle était Marieke, elle a joué
Elle a joué dans une série à la télévision
Il a fallu des années avant que je sache
De qui j'étais alors amoureux
J'étais amoureux de Chris Lomme »
C'est lors du tournage de cette série qu'elle rencontre l'acteur Nand Buyl, son futur mari, mort le 24 mars 2009 à l'âge de 86 ans des effets d'un accident vasculaire cérébral.

## Filmographie partielle

### Cinéma
- 1977 : Dokter Vlimmen : Truus
- 1977 : Een stille liefde
- 1978 : Doodzonde : Chris

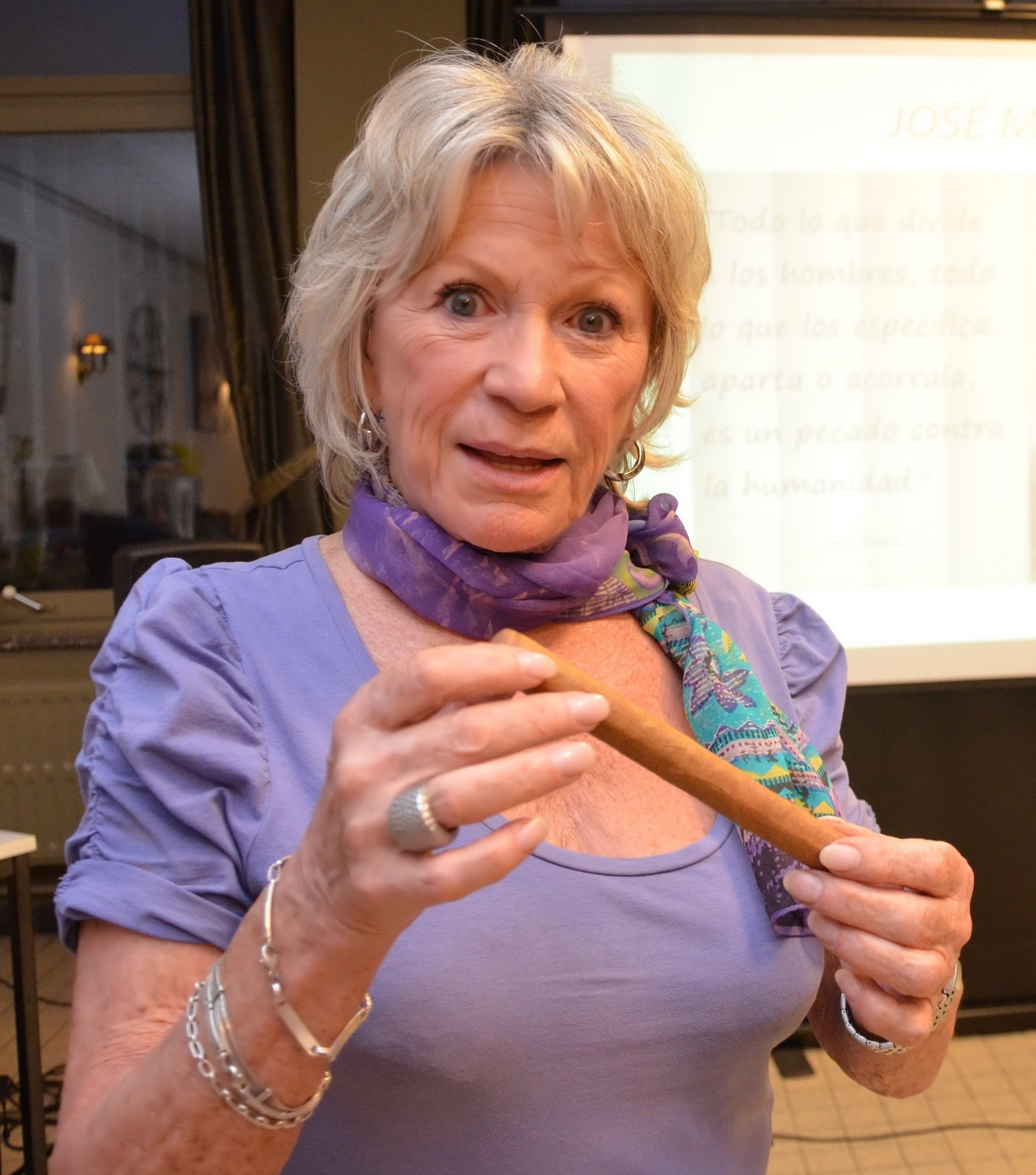
Chris Lomme en 2013.

- 1979 : Les Cobayes (De proefkonijnen) de Guido Henderickx : Ann
- 1979 : Twee vrouwen
- 1980 : Filasse : Rosette
- 1981 : Het einde van de reis : Maria
- 1981 : De dame en de marskramer
- 1981 : Het meisje met het rode haar : Mevrouw de Ruyter
- 1982 : Wodka Orange
- 1982 : Voor de glimlach van een kind : voix de la Figuur
- 1982 : Het verleden : Katrien
- 1982 : Toute une nuit
- 1985 : Wildschut : Sybil
- 1987 : Skin : Maria
- 1989 : Blueberry Hill : Lea Weemaes
- 1990 : Le Sacrement : Lotte
- 1991 : Notekraker
- 1995 : She Good Fighter : Voorzitter Deferm
- 1996 : Elixir d'Anvers : Madame Jamar
- 1996 : Marie Antoinette is niet dood : Mevrouw Van Rapenburg
- 1998 : The Fabulous Baxter Brothers
- 1999 : Blinker : Oma
- 2000 : Verweesde liefdesbrieven
- 2004 : Confituur : Josée
- 2008 : Happy Together
- 2008 : Christmas in Paris : Alice Gardner
- 2009 : In haar labyrint (voix)
- 2009 : Sœur Sourire : la mère supérieure
- 2010 : Misschien Later : Jennie
- 2010 : Zot van A.
- 2013 : Le Verdict (Het Vonnis) : Louise Puype
- 2016 : Achter de wolken (Au-delà des nuages) : Emma

### Télévision
- 1955-1963 : Schipper naast Mathilde : Marieke
- 2005 : apparition dans la série télévisée F.C. De Kampioenen dans le rôle de Roza Scheers.
- 2020 : Undercover : Yvette Berger (Tata Bobonne)

## Théâtre

### AuThéâtre royal flamand de Bruxelles
- 1987 : Macbeth de Shakespeare
- 1987 : De Wesp
- 1987 : Mijnheer Halverweghe de David Turner (en)
- 1987 : De Kersentuin (La Cerisaie) d'Anton Tchekhov
- 1987 : Agnes en God
- 1988 : Les Liaisons dangereuses de Pierre Choderlos de Laclos
- 1988 : Nachtwake
- 1989 : Chaos is god het naast (Le chaos est proche de Dieu, 1986) de Lars Norén
- 1989 : Het Huis van Bernarda Alba (La Maison de Bernarda Alba) de Federico García Lorca
- 1990 : In het tuinhuis (Sa maison d'été) de Jane Bowles
- 1990 : Lange dagreis in de nacht (Le Long Voyage vers la nuit) d'Eugene O'Neill
- 1990 : Spoken (Les Revenants) d'Ibsen
- 1990 : Dodendans (La Danse de mort) d'August Strindberg
- 1991 : Eindspel (Fin de partie) de Beckett
- 1991 : Herfstduet (Automne à Riga) d'Alekseï Arbouzov

### Diverses compagnies
- 1994 : Pelléas et Mélisande de Maurice Maeterlinck (compagnie De Tijd)
- 1996 : De Stoelen (Les Chaises) d'Eugène Ionesco (théâtre Malpertuis)
- 2003-04 : Chocoladetongen (Les Mangeuses de chocolat) de Philippe Blasband (Raamtheater)
- 2003-04 : Madame Bovary de Gustave Flaubert (Raamtheater)
- 2007 : Mevrouw Appelfeld de Benno Barnard (nl) (première le 11 janvier 2007) (théâtre Malpertuis)
- 2012 : Achter de wolken de Michael De Cock (nl) (avec Jo De Meyere)

## Distinctions
- Novembre 2009 : Gulden Mira (Prix du mérite) attribué par l'Association de la presse cinématographique flamande (Vereniging van de Vlaamse filmpers)[2]
- Février 2011 : prix récompensant l'ensemble de sa carrière attribué par la Vlaamse Televisie Academie (nl) pendant la cérémonie des Vlaamse Televisie Sterren (nl)